# ピース (ベリーグッドマンのアルバム)
『ピース』は、2023年4月12日にTEPPAN MUSICより発売されたベリーグッドマンのメジャー8枚目、通算11枚目のオリジナル・アルバム。[初回限定盤]と[通常盤]の2種類発売。品番は[初回限定盤]CRCP-40652、[通常盤]CRCP-40653。

## 概要
- アルバムタイトルは『これまで出逢ってきた1つ1つ全てが大切な"ピース"』と『ライブが始まる前にメンバーでピースサインを作ってやっている「ベリーグッドマン、キラキラキラキラ」のピース』の意味が込められている[1]。
- 限定盤には「すごいかもしれんツアー」TOKYO DOME CITY HALL公演のダイジェスト映像にアクセスできるM-CARD付き。
- オリコンチャートは最高順位18位、登場回数1週を獲得[2]。
- アルバムを作るにあたり
  - 構想やテーマとして甲子園球場ワンマンライブに向けた47都道府県ツアーのための作品作りと考え、“ライブで届けたい音楽”を詰め込もうと今回は楽しい感じに振り切ってラブソングは入れていない[1]。
  - 最初は全然違うコンセプトで「I'm Home」というRoverのソロ曲があり“初めて行く場所でも「ただいま」と言える関係でスタートできるのはいいな”という思いで、「I'm Home」を軸にしようとしていたが「夢物語」という曲ができてから、“ピース”が軸になった[3]。

## 収録曲
| #         | タイトル                | 作詞             | 作曲             | 編曲                                          | 時間  |
| --------- | ----------------------- | ---------------- | ---------------- | --------------------------------------------- | ----- |
| 1.        | 「Intro 〜ピース〜」    |                  |                  |                                               | 0:11  |
| 2.        | 「青春開幕宣言」        | ベリーグッドマン | ベリーグッドマン | HiDEX                                         | 2:47  |
| 3.        | 「夢物語」              | ベリーグッドマン | ベリーグッドマン | HiDEX、YUTA（マエノミドリ）                   | 4:14  |
| 4.        | 「オドリバ★ジャポニカ」 | ベリーグッドマン | ベリーグッドマン | YUTA（マエノミドリ）                          | 2:47  |
| 5.        | 「マスターピース」      | ベリーグッドマン | ベリーグッドマン | HiDEX                                         | 3:37  |
| 6.        | 「もしもいつか」        | ベリーグッドマン | ベリーグッドマン | HiDEX                                         | 4:57  |
| 7.        | 「Ame」                 | ベリーグッドマン | ベリーグッドマン | HiDEX                                         | 3:46  |
| 8.        | 「サウナ」              | ベリーグッドマン | ベリーグッドマン | YUTA（マエノミドリ）                          | 3:07  |
| 9.        | 「Fave」                | ベリーグッドマン | ベリーグッドマン | YUTA（マエノミドリ）、 大志（スメルノマニア） | 4:17  |
| 10.       | 「サクラヒラリ」        | ベリーグッドマン | ベリーグッドマン | HiDEX                                         | 4:32  |
| 合計時間: | 合計時間:               | 合計時間:        | 合計時間:        | 合計時間:                                     | 34:15 |

| 初回限定盤 M-CARD「ベリーグッドマン LIVE Select from "すごいかもしれん"TOUR 2022-2023 at TOKYO DOME CITY HALL」 |                      |      |            |
| # | タイトル             | 作詞 | 作曲・編曲 |
| 1. | 「Together」         |      |            |
| 2. | 「Mic」              |      |            |
| 3. | 「Amazing」          |      |            |
| 4. | 「夢物語」           |      |            |
| 5. | 「すごいかもしれん」 |      |            |

## ライナーノーツ
- 「青春開幕宣言」
  - 1年以上前にとあるタイアップコンペのためにワンコーラスだけ作ったがコンペには落ちた。しかしライブハウスツアーがあるこのタイミングでアルバムの1曲目にしたら、熱量的にはいきなりピークを迎えられるんじゃないかと思い完成させた[1]。
  - 同所属事務所のHAND DRIPのメンバー堀次一輝がギターを演奏。
- 「夢物語」
  - 47都道府県ツアーのサブタイトルが「Road to 甲子園」なので、大きな夢を見ることのカッコよさも恥ずかしさも全部伝えてるため、甲子園に向かっていく道中、各地で歌っていきたい曲として作られた[1]。
  - MOCAは自パートの歌詞にある「トイレで泣いた」というフレーズが個人的すぎるかなと思い、最初は「隠れて泣いた」にしようと迷っていたが、レコーディング時にHiDEXとRoverから「トイレのほうがええやろ。だって実際にトイレで泣いたんやろ？」と言われたことで、最終的に「トイレで泣いた」になった[1]。
- 「マスターピース」
  - ベリーグッドマンとして初めて作った「コンパス」という曲を10年を経て今の歌うなら…という気持ちで新たに作り直したような感覚がある曲[3]。
  - アルバムコンセプトとしてRoverのソロ曲「I'm Home」という曲はすごく良い曲だけど、ベリグとしては、今この曲を軸にするのは違うのかな？“と感じ、”新たに曲を作ろう“とメンバーで話をしている時、HiDEXがインディーズのときのレーベルの社長と連絡を取っていて、”ベリーグッドマンは「コンパス」に立ち返るべき“と言われたという話をし、”原点回帰した曲を作ってみよう“と思ってできたのが「マスターピース」[3]。
  - MOCAは「「マスターピース」というタイトルは、僕の中に何年か前からあったんですよ。“僕たち人間が生まれたこと自体がもう最高傑作”という意味で、いつかそういう曲を作りたいと思っていました。“どんな見た目でも関係ない、生まれて来ただけで最高やん”って思っているんで。自分たちの音楽を3人が選んでやっているということも最高やし、この3人で奏でる“マスターピース”というものを作ってみたいと思っていて、やっとこのタイミングで作れたという感じです」とコメントしている[3]。
  - 「コンパス」はもともと「ピース」というタイトルを付ける予定であった。
  - HAND DRIPの堀次一輝がギターを演奏。
- 「もしもいつか」
  - もともとHiDEXのソロ曲で【"もっと てっぺんとるぞ宣言"ツアー2019 「 i AM the BEST 」】のソロコーナーでHiDEXが歌った曲だが、「今この曲をアルバムに入れるのがいいんじゃないか」とRoverが提案した。
  - ギターをHAND DRIPの堀次一輝、ピアノを久光力が演奏。
- 「Ame」
  - MOCAは雨が嫌いで、雨が降っているときにYouTubeでインストのフリー音源を聴いて曲のイメージを沸かせていたら“雨の曲を作りたいな”と思いたち、鬱陶しいからこそ、雨が好きになるきっかけになる曲があったらいいなと思ってアイデアを出した[3]。
  - MOCAが勝手にサビとバースを作って“トランペットは絶対に入れてほしい”と言ってRoverに投げたら、あとは全部Roverが制作した[3]。
  - Roverがトランペットを入れたくて高校の吹奏楽部のときの先輩であるBLITZ AND SQUASH BRASS BANDのtpAtsushiに声をかけると喜んで引き受けてくれたが、tpAtsushiはうまいが元気な感じのトランペットを吹く人だったこともあり、Roverのイメージと違う吹き方だったため、“吐息みたいな音で吹いてください”とか“もっと崩してほしいです”といろいろ注文をつけてしまい“申し訳ないな”と思っていたが、完成したものを聴いてもらったら“こんなんになるとは思えへんかった”、“さすがやな”と喜んでくれた[3]。
  - ギターをHAND DRIPの堀次一輝が演奏。
- 「サウナ」
  - 語呂合わせで曲の長さが3:07になった。
- 「Fave」
  - トラックをYUTA（マエノミドリ）と大志（スメルノマニア）の2人が作ってきたときに、「かわいいな。TikTokで聴いてみたいな」と思い、推しに「感謝してるよ」と伝える曲を作ったら、すごく平和になるんじゃないかと制作された[1]。
- 「サクラヒラリ」
  - Kis-My-Ft2に提供した楽曲のセルフカバーだが、楽曲提供を初めてした曲で思い入れが強い[1]。
  - この曲を作ったことでグループの音楽観も変わり、多くの人が喜んでくれたことで自信にもなったので「コンパス」に匹敵するぐらい大切な曲として今回のアルバムに入れた[1]。

## タイアップ
- オドリバ★ジャポニカ - フジテレビ系『ジャンクSPORTS』2023年4月クール エンディングテーマ

## プロ野球選手登場曲一覧
- 夢物語
  - 福岡ソフトバンクホークス - 椎野新（2023年）
- オドリバ★ジャポニカ
  - 阪神タイガース - 湯浅京己（2023年 - ）[注 1]。